# Banwen
Banwen é uma aldeia localizada no condado de West Glamorgan, na Principal Area de Neath Port Talbot, no sul do País de Gales.

## História
O cobre, o minério de ferro e o estanho eram todos extraídos desde os tempos antigos, e o assentamento se tornou uma importante estação na seção Neath-Brecon da Sarn Helen, ao longo do vale de Pyrddin. Durante a ocupação romana, um forte chamado Ricus foi estabelecido no chão do vale junto com um grande acampamento romano nas proximidades.

### São Patrício
A vila é notável pela tradição local de que foi o berço de São Patrício. Isto é apoiado pelos escritos mais amplamente atribuídos a ele, "A Confissão de São Patrício", em que o santo dá a sua terra natal como "Banavem Taburniae" ou "Banna Venta Berniae", na costa oeste de Grã-Bretanha.. Ambos os nomes são possíveis cognatos celtas de Banwen.
Eoin MacNeill argumentou que isso era mais provável do que outros possíveis lugares de nascimento no norte da Britânia, uma vez que "as costas ocidentais do sul da Escócia e do norte da Inglaterra tinham pouco interesse em um invasor irlandês que buscava acesso rápido ao saque e numerosos escravos, enquanto a costa sul do País de Gales oferecia ambos. Além disso, a região era o lar de colonos Uí Liatháin e possivelmente também de Déisi durante esse tempo". MacNeill também afirmou que a etimologia da aldeia a tornou a principal candidata, mas reconheceu a possibilidade de um erro de transcrição. Banwen também foi declarado o provável local de nascimento de Patrício em "Vida de São Patrício e Seu Lugar na História" pelo Professor J. B. Bury.
A tradição é frequentemente dada com outra tradição que Patrício estudou em Llantwit Major antes de o epônimo Santo Hilduto estabelecer sua faculdade. Um serviço anual é realizado no dia do Santo no Maen Padrig Sant (Pedra de São Patrício), uma pedra comemorativa erguida em 2004 ao lado do Sarn Helen.